# Michael Koryta
Michael Koryta (Bloomington (Indiana), 20 de setembre de 1982) és un escriptor estatunidenc, autor de novel·la policíaca.

## Biografia
Lector aficionat a la novel·la negra i policíaca des de molt jove, va decidir fer-se escriptor amb 16 anys, després de llegir Gone, Baby, Gone de Dennis Lehane.
Va començar treballant com becari d'un investigador privat, mentre estudiava. Es graduà en Justicia Criminal a la Universitat d'Indiana Bloomington, institució que posteriorment li concedí honors d'«alumne distingit».
Abans de ddedicar-se a temps complet a l'escriptura, treballà com investigador privat i periodista, i va donar classes de periodisme a la Universitat d'Indiana.
Està casat amb Christine, i reparteixen el temps entre Bloomington i Camden (Maine).

## Carrera literària
Publicà el seu primer llibre Tonight I Said Goodbye amb només 21 anys, mentre encara estudiava a la universitat, i amb ell va assolir el seu primer premi literari important, el Premi Edgar a la millor primera novel·la de 2005.
Més tard va escriure tres novel·les més també protagonitzades per Lincoln Perry, detectiu privat de Cleveland, expolicia i expropietari d'un gimnàs.
Després del 2015 va publicar dos novel·les i un relat protagonitzats per un altre investigador, Marcus Novak. També va escriure diverses novel·les amb diferents protagonistes, una de les quals, Those Who Wish Me Dead, va ser adaptada al cinema en 2021.
Les seves obres han rebut comentaris elogiosos d'escriptors com Stephen King, Dennis Lehane, Lee Child o Michael Connelly.

## Obra publicada
| Any  | Títol                         | Sèrie           | Notes                                              |
| ---- | ----------------------------- | --------------- | -------------------------------------------------- |
| 2004 | Tonight I Said Goodbye        | Lincoln Perry-1 | Traduïda al castellà com Esta noche digo adiós     |
| 2006 | Sorrow's Anthem               | Lincoln Perry-2 | Traduïda al castellà com El lamento de las sirenas |
| 2007 | A Welcome Grave               | Lincoln Perry-3 | Traduïda al castellà com Una tumba acogedora       |
| 2008 | Envy the Night                |                 |                                                    |
| 2009 | The Silent Hour               | Lincoln Perry-4 |                                                    |
| 2010 | So Cold the River             |                 | Traduïda al castellà com Aguas gélidas             |
| 2011 | The Cypress House             |                 |                                                    |
| 2011 | The Ridge                     |                 |                                                    |
| 2012 | The Prophet                   |                 |                                                    |
| 2013 | The Apex Predator             |                 | Novel·la curta                                     |
| 2014 | Those Who Wish Me Dead        |                 | Adaptada pel cinema                                |
| 2015 | Last Words                    | Marcus Novak-1  |                                                    |
| 2016 | Rise the Dark                 | Marcus Novak-2  |                                                    |
| 2018 | How it Happened               |                 | La verdad más profunda                             |
| 2018 | The Last Honest Horse Thief   | Marcus Novak-3  | Novel·la curta                                     |
| 2019 | If She Wakes                  |                 |                                                    |
| 2019 | The Chill                     |                 | Publicada amb el pseudònim Scott Carson            |
| 2021 | Never Far Away                |                 |                                                    |
| 2021 | When A Stranger Comes to Town |                 | Relats                                             |
| 2021 | Where They Wait               |                 | Publicada amb el pseudònim Scott Carson            |
| 2023 | An Honest Man                 |                 |                                                    |
| 2024 | Lost Man's Lane               |                 |                                                    |

## Premis
| Any  | Premi                        | Categoria                        | Novel·la               | Resolució |
| ---- | ---------------------------- | -------------------------------- | ---------------------- | --------- |
| 2005 | Premi Edgar                  | Millor primera novel·la          | Tonight I Said Goodbye | Nominat   |
| 2008 | Los Angeles Times Book Prize | Millor novel·la thriller/misteri | Envy the Night         | Guanyador |
| 2009 | Premi Barry                  | Millor novel·la                  | Envy the Night         | Nominat   |
| 2010 | Premi Shamus                 | Millor novel·la                  | The Silent Hour        | Nominat   |
| 2011 | Gold Dagger Award            | Millor novel·la                  | The Cypress House      | Nominat   |
| 2012 | Premi Macavity               | Millor novel·la                  | The Ridge              | Nominat   |
| 2012 | Premi Thriller               | Millor novel·la                  | The Ridge              | Nominat   |
| 2015 | Premi Barry                  | Millor novel·la de suspens       | Those Who Wish Me Dead | Guanyador |
| 2020 | Premi Barry                  | Millor novel·la                  | If She Wakes           | Nominat   |
| 2024 | Premi Edgar                  | Millor novel·la                  | An Honest Man          | Nominat   |

## Filmografia
- Those Who Wish Me Dead. 2021. Estats Units. Basada en la novel·la de mateix títol, l'autor també va participar al guió.